# XXV Gruppo
Il XXV Gruppo era un gruppo di volo della Regia Aeronautica, attivo nella Guerra d'Etiopia.

## Storia

### Regia Aeronautica
Dopo il 28 marzo 1923 era nel 1º Stormo Aeroplani da Bombardamento con i Caproni Ca.33 della Regia Aeronautica.
Alla fine del 1925 il XXV Gruppo BN era con i Caproni Ca.36, composto dalla 8ª Squadriglia, 9ª Squadriglia e 19ª Squadriglia al Campo della Promessa di Lonate Pozzolo.

### Guerra d'Etiopia
Il XXV Gruppo aeroplani da bombardamento AO nasce il 5 gennaio 1935 a Lonate Pozzolo con l’ordine di mobilitazione nell'ambito della Guerra d'Etiopia.
La partenza avviene da Genova il 20 gennaio 1935.
Fanno parte del Gruppo:
- 8ª Squadriglia;
- 9ª Squadriglia.

Il 1º febbraio 1935 si trova ad Asmara (poi Aeroporto Internazionale di Asmara) in fase di montaggio e spostamento a Mogadiscio nel Comando aeronautica dell'Africa orientale italiana.
Il Comando XXV Gruppo bombardamento il 2 ottobre è dislocato a Mogadiscio (oggi Aeroporto Internazionale Aden Adde) inquadrato nel Comando del 7º Stormo al comando di Emidio Liberati.

### Africa Orientale Italiana
Al 1º ottobre 1936 il XXV Gruppo autonomo è all'Aeroporto di Neghelli con l'8ª Squadriglia, la 9ª Squadriglia e la 1ª Squadriglia Ro.1 (IMAM Ro.1) Somala nell'ambito dell'Africa Orientale Italiana.

### Guerra civile spagnola
Il 26 luglio 1937 viene costituito il XXV Gruppo dell'Aviazione Legionaria.
Al gennaio 1938 il XXV Gruppo Pipistrelli delle Baleari era all'Aeroporto di Palma di Maiorca con la 251ª Squadriglia e 252ª Squadriglia con 12 S.M.81. Durante il corso della guerra civile spagnola due dei suoi piloti, Luigi Nerieri ed Ermenegildo Dal Pan furono decorati con la Medaglia d'oro al valor militare alla memoria.

### Seconda guerra mondiale
Al 10 giugno 1940 è a Ghemme al comando del Mag. Roberto Pagliochini nel 7º Stormo Bombardamento Terrestre sui Fiat B.R.20 e nell'Aeronautica dell'Africa Orientale il 25º Gruppo Bombardieri Bis è con l'8ª Squadriglia a Gabuen e la 9ª Squadriglia a Lugh Ferrandi (Aeroporto di Lugh Ganane) con 6 Caproni Ca.133 ognuna nel Comando settore aeronautico sud di Mogadiscio.